# Jeroen Verhoeven
Jeroen Verhoeven (Naarden, 30 april 1980) is een Nederlands voormalig profvoetballer die uitkwam als doelman. Hij beëindigde eind 2017 zijn voetbalcarrière. Verhoeven keepte drie seizoenen bij Ajax, weliswaar als derde doelman, en kwam daarin tot drie competitiewedstrijden.

## Clubcarrière

### RKC Waalwijk
Verhoeven begon met voetbal bij BFC in Bussum. Hier begon hij als rechtsbuiten in de F1. Pas in de C’s begon Verhoeven met keepen en anderhalf jaar later werd hij gescout door de jeugdopleiding van Ajax. Na een aantal proeftrainingen maakte Verhoeven op 14-jarige leeftijd de overstap naar Ajax en doorliep hij achtereenvolgens de teams B2, B1, A2 en A1. In de A1 kreeg Verhoeven te horen dat hij niet de beoogde Ajax keeper was en om die reden moest hij vertrekken.
Hij maakte de overstap naar RKC Waalwijk waar hij derde keeper werd achter Rob van Dijk en Khalid Sinouh. Trainer bij RKC Waalwijk op dat moment was Martin Jol.

### FC Volendam
In de zomer van 2002 werd Verhoeven overgenomen door het in de Eerste Divisie uitkomende FC Volendam. In zijn eerste seizoen speelde hij nog niet en was tweede keeper achter Robert van Westerop. Volendam promoveerde dat jaar naar de eredivisie en zodoende kon Verhoeven een seizoen later zijn debuut maken in de eredivisie op 1 februari 2004 tegen FC Groningen. Via de nacompetitie degradeerde Volendam terug naar de eerste divisie. In de seizoenen die daarop volgden speelde Verhoeven steeds vaker en groeide uit tot een vaste waarde en publiekslieveling. In het seizoen 2006/07 was hij eerste keeper en werd verkozen tot speler van het jaar in Volendam. Het seizoen daarop werd FC Volendam kampioen en promoveerde het naar de Eredivisie, Verhoeven was daarbij als vaste keeper van grote waarde. Ook in de Eredivisie liet Verhoeven een goede indruk achter. FC Volendam degradeerde maar Verhoeven speelde zich opnieuw in de kijker bij Ajax.

### Ajax
Op 8 juli 2009 werd bekend dat Verhoeven voor drie jaar bij Ajax had getekend. Hier verving hij de naar VVV-Venlo vertrokken Dennis Gentenaar als derde doelman. Met de overgang zou ongeveer 300.000 euro gemoeid zijn. Op 24 oktober 2010 maakte Verhoeven zijn officiële debuut voor het eerste van Ajax, hij moest invallen voor eerste keeper Maarten Stekelenburg die het veld verliet met een blessure. De tweede keeper van Ajax Kenneth Vermeer was langdurig geblesseerd en om die reden was Verhoeven de logische keuze. Op 24 februari 2011 maakte hij ook zijn Europese debuut in de achtste finales van de Europa League tegen RSC Anderlecht. Een aantal weken later verdedigde Verhoeven het doel in de met 3-0 verloren wedstrijd tegen Spartak Moskou. Als derde doelman maakte hij in het seizoen 2010/11 zijn opwachting op drie verschillende fronten. Zowel in de Eredivisie, de KNVB beker als in de Europa League kwam Verhoeven in actie. Later verklaarde hij dat dit voor hem een fantastische ervaring is geweest waar hij met trots op terug kijkt. Op 27 januari 2012 maakte Verhoeven bekend dat hij na het seizoen 2011/12 Ajax ging verlaten. Hij gaf als reden voor zijn vertrek: "Ik ben een topsporter, wil nu graag weer aan spelen toekomen."

### FC Utrecht
Nadat hij al sinds de zomer meetrainde tekende Verhoeven op 28 september 2012 een contract voor drie seizoenen bij FC Utrecht.
Op 27 januari 2014 maakte Verhoeven in een wedstrijd met Jong FC Utrecht een doelpunt door de bal na een terugspeelbal in één keer in het doel van Jong Almere City te schieten. Dit was zijn eerste doelpunt in zijn carrière.

### FC Volendam en einde loopbaan
Na het aflopen van zijn contract bij FC Utrecht, sloot Verhoeven in augustus 2015 op amateurbasis aan bij FC Volendam. In de winter tekende hij toch nog een profcontract. Vanaf februari 2016 speelde Verhoeven geen wedstrijden meer vanwege aanhoudend blessureleed. Op 6 mei, voor een play-offwedstrijd tegen MVV Maastricht stopte hij per direct met betaald voetbal. Hierna kwam hij nog uit als amateur in 2016 en 2017 voor  ASV De Dijk uit het Amsterdamse Schellingwoude, dat in seizoen 2017/18 uitkomt in de Tweede divisie. Op 25 oktober 2017 speelde hij met ASV De Dijk tegen zijn oude club Ajax in de tweede ronde van de KNVB beker, waarin hij met zijn club verloor met 1-4. Op 28 november 2017 kondigde Verhoeven aan per 1 december 2017 te stoppen als voetballer.

## Profstatistieken

### Overzicht als clubspeler
| seizoen | club         | land      | wedstrijden | doelpunten | competitie     |
| ------- | ------------ | --------- | ----------- | ---------- | -------------- |
| 2001/02 | RKC Waalwijk | Nederland | 0           | 0          | Eredivisie     |
| 2002/03 | FC Volendam  | Nederland | 0           | 0          | Eerste Divisie |
| 2003/04 | FC Volendam  | Nederland | 16          | 0          | Eredivisie     |
| 2004/05 | FC Volendam  | Nederland | 3           | 0          | Eerste Divisie |
| 2005/06 | FC Volendam  | Nederland | 23          | 0          | Eerste Divisie |
| 2006/07 | FC Volendam  | Nederland | 38          | 0          | Eerste Divisie |
| 2007/08 | FC Volendam  | Nederland | 38          | 0          | Eerste Divisie |
| 2008/09 | FC Volendam  | Nederland | 34          | 0          | Eredivisie     |
| 2009/10 | Ajax         | Nederland | 0           | 0          | Eredivisie     |
| 2010/11 | Ajax         | Nederland | 3           | 0          | Eredivisie     |
| 2011/12 | Ajax         | Nederland | 0           | 0          | Eredivisie     |
| 2012/13 | FC Utrecht   | Nederland | 2           | 0          | Eredivisie     |
| 2013/14 | FC Utrecht   | Nederland | 4           | 0          | Eredivisie     |
| 2014/15 | FC Utrecht   | Nederland | 5           | 0          | Eredivisie     |
| 2015/16 | FC Volendam  | Nederland | 4           | 0          | Eerste Divisie |
| Totaal  | Totaal       | Totaal    | 170         | 0          |                |

## Erelijst
| Competitie                      |             |                  |             |             |
| Competitie                      | Aantal      | Jaren            |             |             |
| FC Volendam                     | FC Volendam | FC Volendam      | FC Volendam | FC Volendam |
| ------------------------------- | ----------- | ---------------- | ----------- | ----------- |
| Kampioen Eerste divisie         | 1x          | 2007/08          |             |             |
| Ajax                            |             |                  |             |             |
| Kampioen Eredivisie             | 2x          | 2010/11, 2011/12 |             |             |
| KNVB beker                      | 1x          | 2009/10          |             |             |
| ASV De Dijk                     |             |                  |             |             |
| Kampioen Derde divisie (zondag) | 1x          | 2016/17          |             |             |